# يوحنا ويلسون
يوحنا ويلسون (بالإنجليزية: John Wilson)‏ (30 أكتوبر 1914 في المملكة المتحدة - 2 نوفمبر 1988 في المملكة المتحدة) هو لاعب كرة قدم بريطاني (وحمل سابقاً جنسية المملكة المتحدة لبريطانيا العظمى وأيرلندا) في مركز الهجوم. لعب مع بورت فايل وشروزبري تاون ووست بروميتش ألبيون وويغان أتلتيك.

## وصلات خارجية
- يوحنا ويلسون على موقع قاعدة بيانات كرة القدم.إي يو (الإنجليزية)